# 橙花糙苏
橙花糙苏（学名：Phlomis fruticosa），为唇形科糙苏属下的一个植物种。